# Веселин Гатало
Веселин Гаталo (Мостар, 16. децембар 1967) српски је песник, драмски писац и водитељ.

## Биографија
Завршио је основну и средњу школу у Мостару и уписао. Студије напушта након што је отпочео рат у Босни.
Учествовао је у рату у БиХ као члан Армије БиХ.
Он пише колумне, гостује на ТВ-у те критички коментира актуална друштвена и политичка питања.
Био је један од уредника емисије РЕФЛЕX на ОБН телевизији, писао је за Статус, мостарски недељеник Република, Мотришта, Зарез, Албум, Колапс, НИН, Слободну Босну, Фантом слободе, лист Азра, портале Бука, Бљесак и Поскок те друга издања, за француски Хопала, чешки часопис Картки и друге.
Водио је емисију Људовање на РТРС.
Његов роман Гето је награђен наградом „Сфера” као најбоље књижевно СФ остварење објављено у Хрватској у 2006. години.
Учествовао је на Фестивалу „Крокодил”.

## Дела
- Гатало, Веселин (1998). Вријеме месинганих перли. Сарајево: Наклада ИПЦ.
- Гатало, Веселин (2004). Сиеста, Фиеста, Оргасмо, Рипосo. Сарајево-Загреб: Наклада ЗОРО.
- Гатало, Веселин (2005). Рамбо, Друмски и Онај трећи. Сарајево-Загреб: Наклада ЗОРО.
- Гатало, Веселин (2005). Ја сам пас... И зовем се Салваторе. Сарајево: Наклада Шахинпашић.
- Гатало, Веселин (2006). ГЕТО. Загреб: Наклада АГМ.
- Гатало, Веселин (2006). Кмезави наредници. Сарајево: Наклада Шахинпашић.
- Гатало, Веселин (2007). Cafe Oxygen. Загреб: Наклада ВАРП.
- Гатало, Веселин (2008). Приче за немирну ноћ. Сарајево: Наклада Планјах - ИПЦ.
- Гатало, Веселин (2008). Поља чемерике. Београд: Наклада Самиздат Б92.
- Гатало, Веселин (2009). Вук. Сарајево: Наклада ТКД - Шахинпашић.
- Гатало, Веселин (2009). Салика. Сарајево: Наклада Маунагић.
- Гатало, Веселин (2010). Принцеза од зида. Сарајево-Загреб: Наклада Маунагић.
- Гатало, Веселин (2013). Женска стрна свијета: студија женске невоље југоисточно од Словеније. Сарајево: Шахинпашић.